# Thyrinteina tephra
Thyrinteina tephra är en fjärilsart som beskrevs av Frederick H. Rindge 1969. Thyrinteina tephra ingår i släktet Thyrinteina och familjen mätare. Inga underarter finns listade i Catalogue of Life.